# Goudkruingors
De goudkruingors (Zonotrichia atricapilla) is een zangvogel uit de familie Emberizidae (gorzen).

## Verspreiding en leefgebied
Deze soort komt voor in Alaska en westelijk Canada en overwintert in Sonora en Baja California.